# Callichilia barteri
Callichilia barteri creix com a arbust fins a 3 m. Les seves fragants flors presenten una corol·la blanca. El fruit és de color groc a ataronjat amb fol·licles aparellats, cadascun de fins a 5 cm de llargada. L'hàbitat es troba als boscos. Els usos medicinals locals s'inclouen com a tractament de la gonorrea i com a laxant antihelmíntic i infantil. C. barteri es troba a Togo, Benin, Nigèria, Camerun, la República del Congo i la República Democràtica del Congo.